# Tomopterus
Tomopterus is een kevergeslacht uit de familie van de boktorren (Cerambycidae). De wetenschappelijke naam van het geslacht werd voor het eerst geldig gepubliceerd in 1833 door Audinet-Serville.

## Soorten
Tomopterus omvat de volgende soorten:
- Tomopterus albopilosus Zajciw, 1964
- Tomopterus aurantiacosignatus Zajciw, 1969
- Tomopterus basimaculatus Zajciw, 1964
- Tomopterus brevicornis Giesbert, 1996
- Tomopterus clavicornis Magno, 1995
- Tomopterus consobrinus Gounelle, 1911
- Tomopterus exilis Chemsak & Linsley, 1979
- Tomopterus flavofasciatus Fisher, 1947
- Tomopterus grossefoveolatus Zajciw, 1964
- Tomopterus kunayala Giesbert, 1996
- Tomopterus larroides White, 1855
- Tomopterus longicornis Zajciw, 1969
- Tomopterus obliquus Bates, 1870
- Tomopterus pictipennis Zajciw, 1969
- Tomopterus quadratipennis Bates, 1873
- Tomopterus seabrai Magno, 1995
- Tomopterus servillei Magno, 1995
- Tomopterus similis Fisher, 1930
- Tomopterus staphylinus Audinet-Serville, 1833
- Tomopterus tetraspilotus Magno, 1995
- Tomopterus vespoides White, 1855